# Aide militaire

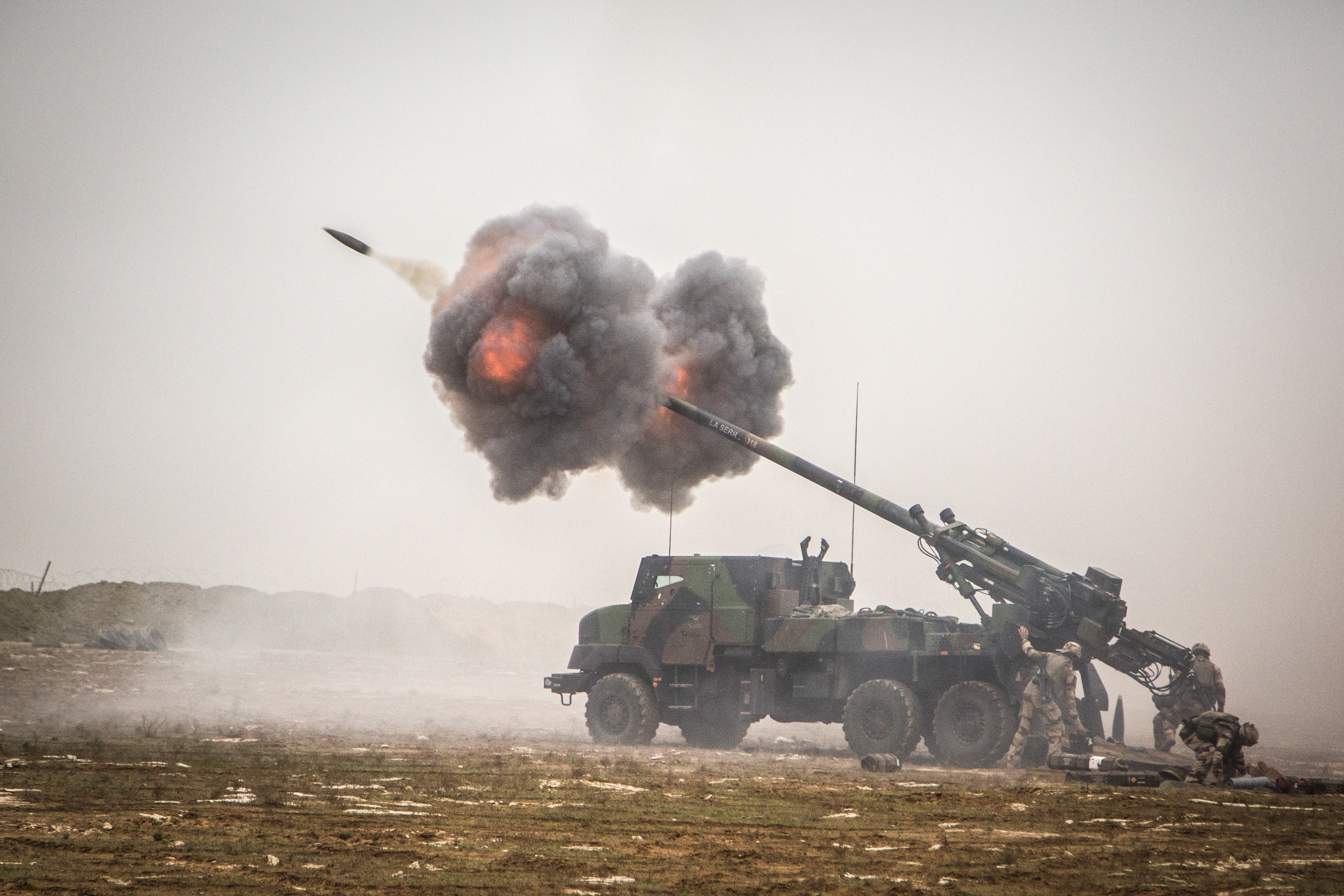
Le canon CAESAR est un canon fourni à l'Ukraine dans le cadre de sa lutte contre l'invasion russe.

L'aide militaire est une aide fournie pour soutenir un pays ou son peuple dans ses efforts de défense, ou pour assister un pays pauvre dans le contrôle de son territoire. Une aide militaire peut être accordée à une rébellion  dans son combat contre un pays. Cette aide peut être accordée sous forme d'argent aux militaires étrangers pour qu'ils achètent des armes et du matériel au pays donateur.
Au 21e siècle, un nombre croissant d'universitaires identifient comment l'assistance militaire est un instrument de projection de puissance pour l'influence à l'ère de la concurrence entre grandes puissances. Divers États forts évitent les conflits directs et s'engagent dans la mission à faible risque de former, conseiller et assister et d'équiper un partenaire militaire/milicien/allié pour poursuivre certains objectifs et intérêts nationaux.

## Conception et mise en œuvre
La conception et la mise en œuvre de l'aide militaire sont très contextuelles en fonction des circonstances ciblées. L'aide militaire est souvent associée à l'aide au développement dans le cadre d'objectifs d'aide stratégiques plus larges. Alors que l'aide au développement cherche à changer les conditions en soutenant les institutions naissantes, l'éducation ou la croissance, l'aide militaire se concentre sur la demande de sécurité physique. Par exemple, le Commandement des États-Unis pour l'Afrique (AFRICOM) cherche à atteindre des objectifs de sécurité tels que la stabilité et la lutte contre le terrorisme, mais aussi la démocratie et la croissance économique. À cette fin, l'AFRICOM fournit une aide militaire sous forme de drones et d'équipements pour les forces armées locales, mais aussi une aide au développement visant à accroître l'éducation communautaire et à augmenter les salaires locaux. Des initiatives similaires sont mises en œuvre par l'ONU pour intégrer l'assistance militaire et l'aide au développement dans leurs programmes de maintien de la paix, avec pour objectif de  « soutenir la restauration et l'amélioration des services essentiels […] et d'aider à s'attaquer aux causes profondes des conflits ». 
L'aide militaire est souvent utilisée dans les cas où l'aide au développement ou d'autres formes de flux de trésorerie s'avèrent insuffisantes. Les situations de grande pauvreté peuvent exclure la possibilité d'élever le niveau de vie grâce au transfert d'argent, car les pays bénéficiaires manquent de l'infrastructure et de l'action politique nécessaires pour convertir l'aide en bien-être pour les populations. Les pays pauvres sont souvent coincés dans un « piège conflictuel » de guerre civile, de pillages, de favoritisme et de coups d'État. Dans les environnements peu sûrs, l'argent peut être détourné pour la corruption, le pillage, capturé par les seigneurs de guerre locaux ou être tout simplement inefficace. Par exemple, l'aide humanitaire après le conflit rwandais a été captée par les génocidaires hutus et utilisée pour poursuivre leur insurrection. Dans ces situations, l'aide militaire est utile pour créer un environnement où l'aide peut être transportée et dispersée efficacement.
L'aide militaire associée à l'aide au développement est considérée comme ayant un plus grand pouvoir de stabilité que l'une ou l'autre seule. En effet, une approche bilatérale permet aux agences d'aide d'utiliser une gamme ou des outils plus larges pour inciter les acteurs locaux à maintenir la paix. La Banque mondiale écrit qu'une action combinée pourrait réduire de 50 % la probabilité d'éclatement d'une guerre civile.

## Désavantages
L'aide militaire fait l'objet de controverses autour de l'aide destinée aux régimes répressifs ou en transition, où son efficacité n'est pas si évidente. L'aide militaire est souvent confondue avec des ventes d'armes, bien que les deux soient tout à fait différentes. Lorsqu'elle est mal ciblée, l'aide militaire peut alimenter la répression ou l'instabilité en donnant aux parties belligérantes plus de ressources pour combattre ou soutenir des gouvernements illibéraux. Les livraisons d'armes, le soutien aérien ou la formation peuvent rendre un gouvernement en place plus apte à réprimer la dissidence. Plus précisément, l'aide militaire a été liée à l'augmentation des exécutions extrajudiciaires. Les gouvernements qui reçoivent des niveaux importants de parrainage externe peuvent être habilités à réprimer une population civile dissidente et perdre leur incitation à la réforme. Dube et Naidu analysent l'effet de l'aide militaire sur la Colombie pendant la guerre contre la drogue et écrivent que l'« aide [...] entraîne davantage d'homicides paramilitaires [...] l'aide militaire étrangère peut renforcer les acteurs non étatiques armés, sapant les institutions politiques nationales. ». Dube et Naidu concluent que l'effet global de l'aide militaire est d'augmenter la force de l'État du bénéficiaire, mais que cela peut également inclure l'autonomisation des opérations paramilitaires liées à l'État. Alors que la force de l'État peut être conforme aux objectifs de politique étrangère du donateur, l'autonomisation des groupes paramilitaires peut accroître les violations des droits de l'homme. Les groupes en Colombie sont armés et parrainés par le gouvernement, mais n'ont pas les mêmes contrôles et sanctions pour mauvaise conduite que ceux qui sont présents dans les forces gouvernementales. En conséquence, les groupes paramilitaires ont des taux bien plus élevés d'atteintes aux droits humains, y compris la torture et les exécutions extrajudiciaires.
Il existe également des arguments qui considèrent que l'assistance militaire est efficace, mais seulement lorsque des ressources substantielles sont consacrées à l'effort. Cependant, il existe des arguments tout aussi convaincants (proposés par un officier militaire) selon lesquels des quantités substantielles d'assistance militaire dans des États faibles (tels que l'Afghanistan, l'Irak, la Somalie, etc.) ne conduisent qu'à la création d'armées d'« œufs de Fabergé » : coûteuses à créer mais « craquées » par les insurgés. Dans les deux cas, il y a une politique nationale et internationale importante impliquée dans la fourniture d'aide et de formation lorsqu'il s'agit d'essayer de construire des forces de sécurité étrangères.